# Nhậm Doanh Doanh
Nhậm Doanh Doanh (任盈盈 - Ren Ying Ying), là tên một nữ nhân vật trong tiểu thuyết kiếm hiệp của nhà văn Kim Dung, xuất hiện trong bộ tiểu thuyết Tiếu ngạo giang hồ, là con gái duy nhất của Nhậm Ngã Hành.
Nhậm Ngã Hành nguyên là giáo chủ Nhật Nguyệt thần giáo (tức Minh giáo), vì mải mê luyện hấp tinh đại pháp nên bị phó giáo chủ là Đông Phương Bất Bại lén ám toán, giam giữ trong thiết lao dưới đáy Động Đình Hồ. Để che mắt giáo chúng, Đông Phương Bất Bại đã phong cho Doanh Doanh chức vụ cao của Nhật Nguyệt thần giáo và chăm sóc cô tử tế. Vì Doanh Doanh đối xử rất tốt với giáo chúng bên dưới, luôn cứu giúp họ (đặc biệt trong việc cầu xin Đông phương Bất bại cấp cho họ thuốc giải Tam thi não thần đan) nên được các kì nhân dị sĩ Ma giáo đặc biệt kính trọng, gọi Doanh Doanh là Thánh cô.

## Mối nhân duyên với Lệnh Hồ Xung
Khi Nhậm Doanh Doanh cùng với Lục trúc ông trú ẩn ở ngõ Lục trúc, thành Lạc Dương, nàng đã vô tình quen với Lệnh Hồ Xung nhờ tài nghệ âm nhạc thiên bẩm. Nhậm Doanh Doanh đã một mình tấu cầm và thổi tiêu khúc "Tiếu ngạo giang hồ", khúc nhạc mà tưởng trên đời không còn ai có thể chơi được ngoài hai người sáng tác là Khúc Dương và Lưu Chính Phong. Vì Lục trúc ông gọi Doanh Doanh là cô cô (sau này nàng giải thích là do cha cô là Nhậm Ngã Hành là sư thúc của cha Lục trúc ông) nên khiến cho Lệnh Hồ Xung nhầm tưởng cô là một bà lão. Khi hiểu cảnh ngộ và tâm sự trong lòng Lệnh Hồ Xung, cô đã thầm yêu chàng và ra lệnh cho toàn bộ thuộc hạ của mình tìm cách cứu giúp và bảo vệ chàng. Cũng qua Doanh Doanh, các kì nhân dị sĩ Ma giáo cực kỳ hâm mộ và đã kết bạn với Lệnh Hồ Xung.
Trong thời gian ngắn ngủi gặp nhau ở Lạc Dương, Doanh Doanh đã dùng đàn cầm chơi bản "Thanh tâm phổ thiện chú" giúp cho Lệnh Hồ Xung trị nội thương, sau đó lại dạy cho Lệnh Hồ Xung chơi đàn khi chàng thỉnh cầu (thực ra là do Lục Trúc Ông mách nước). Lúc này, Lệnh Hồ Xung vô tình thổ lộ tâm sự thầm kín về tình yêu với sư muội Nhạc Linh San và những bi kịch vừa xảy ra với chàng. Doanh Doanh nảy sinh tình cảm với Lệnh Hồ Xung từ đó và thầm ước mong cùng chàng cầm tiêu hợp tấu khúc Tiếu ngạo giang hồ. Sau đó Lệnh Hồ Xung lang thang giang hồ với tấm thân bệnh tật không ai có thể cứu được kể cả danh y lúc ấy là Bình Nhất Chỉ. Doanh Doanh đã âm thầm theo dõi để giúp đỡ, nàng có quyết định kỳ quặc khi ra lệnh toàn thể giáo chúng trên dưới, nếu gặp Lệnh Hồ Xung ở đâu là phải ngay lập tức giết chết, mục đích là để Lệnh Hồ Xung luôn ở bên cạnh cho nàng chăm sóc, bảo vệ.
Lúc Lệnh Hồ Xung bệnh tật phát tác sắp chết, Doanh Doanh không quản thân phận, cõng Lệnh Hồ Xung lên Thiếu lâm tự, chấp nhận bị giam giữ 10 năm để đánh đổi việc Thiếu lâm tự đem Dịch cân kinh ra trị nội thương cứu mạng cho Lệnh Hồ Xung, (trước đó, Doanh Doanh đã ra tay sát hại một số nhân vật trong Thiếu lâm tự). Cảm kích trước tấm lòng của Doanh Doanh, Lệnh Hồ Xung đã quyết định hành động một cách "vô pháp vô thiên", trở thành "minh chủ" dẫn đám giáo chúng bàng môn tả đạo lên Thiếu Lâm tự đòi trả tự do cho Doanh Doanh (nhờ Mạc Đại tiên sinh cho chàng biết sự thật). Trên Thiếu lâm tự, hai phe chính tà đã diễn ra những trận đấu ác liệt. Nhậm Ngã Hành xuất đầu lộ diện, đấu võ và tranh luận anh hùng với chưởng môn nhân các phái. Doanh Doanh được cứu thoát, nhưng nàng hiểu rõ trong lòng Lệnh Hồ Xung vẫn không quên được hình ảnh Nhạc Linh San. Tuy vậy, Doanh Doanh vẫn một lòng kiên định, luôn theo sát bên chàng, bày mưu tính kế giúp cho Lệnh Hồ Xung xây dựng vị trí ở Ngũ nhạc kiếm phái, và bảo vệ Lệnh Hồ Xung trước âm mưu ám sát của Đông Phương Bất Bại cùng sức ép của cha nàng là Nhậm Ngã Hành.
Đoạn kết câu chuyện, Nhậm Ngã Hành chết đột ngột do bị những luồng chân khí dị chủng xung đột lẫn nhau. Doanh Doanh lên làm giáo chủ Nhật Nguyệt thần giáo đã hóa giải toàn bộ ân oán của giáo phái này với giang hồ, sau đó cùng Lệnh Hồ Xung kết hôn, bỏ hết mọi danh lợi, hào quang lấp lánh trên đời, trở thành đôi uyên ương tri kỷ đi ngao du, cùng nhau hợp tấu khúc Tiếu ngạo giang hồ.

## Đánh giá
Trong những nữ nhân vật của Kim Dung, Nhậm Doanh Doanh được đánh giá là nhân vật nữ hội tụ đầy đủ các phẩm chất về nhan sắc, tài năng và đức hạnh, là đại diện cho hình ảnh của một người phụ nữ chân tài thiện mỹ, mười phân vẹn mười.
Nhậm Doanh Doanh là người đầy quyền uy, dưới một người mà trên cả vạn người. Nam nhân trong thiên hạ không một ai dám tơ tưởng tới nàng. Lần Doanh Doanh xuất hiện trên Gò Ngũ Bá đã khiến cho quần hào phải bỏ ra Nam Hải, nàng giết người cũng không gớm tay. Tuy nhiên, Doanh Doanh thực ra là mẫu người phụ nữ hết sức e thẹn trong chuyện tình cảm, nhưng hết lòng hi sinh vì người mình yêu. Vì người yêu, nàng cũng sẵn sàng làm bạn và rất bao dung với Nhạc Linh San, tình địch của mình, người từng khiến cho Lệnh Hồ Xung thất điên bát đảo. Tình yêu của Nhậm Doanh Doanh dành cho Lệnh Hồ Xung thuần khiết như ngọc, trong sáng như pha lê, ngàn vạn năm không thay đổi.
Mỹ nhân thiên hạ nhiều vô kể
Thử hỏi tri âm được mấy người.
Duyên tương ngộ, tình tương tri, tâm tương thích. Nhậm Doanh Doanh đối với Lệnh Hồ Xung, không chỉ là tình yêu nam nữ, mà còn là tình tri âm tri kỷ, người thấu hiểu Lệnh Hồ Xung hơn ai hết, hiểu từ cử chỉ đến nét mặt, từ hành động đến lời nói, cả những thanh âm trong tiếng đàn.

## Chuyển thể
Nhậm Doanh Doanh được nhiều diễn viên thể hiện trong các phim Hoa ngữ:
- Truyền hình: Trần Tú Châu năm 1984, Lưu Tuyết Hoa phim 1985, Lương Bội Linh năm 1996, Viên Vịnh Nghi năm 2000, Phạm Văn Phương năm 2000, Hứa Tình năm 2001, Viên San San năm 2013